# 华盛顿桥 (豪萨托尼河)
华盛顿桥（英語：Washington Bridge）也称为 德文桥是1号美国国道跨过豪萨托尼河的钢轴承开合吊桥，位于美国康乃狄克州，连接了米尔福德和斯特拉特福德。